# Sapore (micologia)
In micologia, il sapore, come l'odore, può essere un carattere utile per la determinazione delle specie di funghi, soprattutto quando funghi molto simili tra loro hanno sapori differenti. 

## Metodologia
L'assaggio si effettua masticando in punta di lingua un pezzetto di fungo per pochi secondi, in alcuni casi fino a un paio di minuti, quando si è in presenza di sapori che si manifestano tardivamente. 
La prova, se effettuata correttamente, ovvero sputando il pezzo di fungo assaggiato e la saliva formatasi durante la masticazione, non arreca alcun pericolo a chi la effettua. Per una indagine accurata è importante ripetere l'assaggio nelle diverse parti del carpoforo. 
Il sapore dei funghi può essere definito:
- mite: dolciastro, di nocciola, fungino, caseoso, erbaceo (es. Tricholoma acerbum o Russula virescens)
- aromatico: tannico, intenso di polifenoli, quasi sempre gradevole (es. Boletus aereus)
- acido: acidulo, acido, asprigno, etc. (es. Fistulina hepatica)
- acre: piccante, pepato, rancido-acre, etc. (es. Russula emetica)
- amaro: amarognolo, amaro, amarissimo (es. Gymnopilus spectabilis, Hypholoma fasciculare oppure Caloboletus calopus)
- indefinibile oppure complesso: che non può essere associato ad altri sapori conosciuti oppure che può esserlo, ma con elevata difficoltà (es. Lentinus tigrinus e Lepista nuda)
- subnullo: appena percettibile e quindi che non sempre risulta ben definibile (es. alcune specie del genere Helvella)
- nullo: carne insapore, spesso molto acquosa oppure legnosa, suberosa o cartilaginea (es. diverse specie del genere Geastrum)